# Pananggahan
Pananggahan is een bestuurslaag in het regentschap Tapanuli Tengah van de provincie Noord-Sumatra, Indonesië. Pananggahan telt 610 inwoners (volkstelling 2010).